# یوتی‌سی ۵:۴۵+

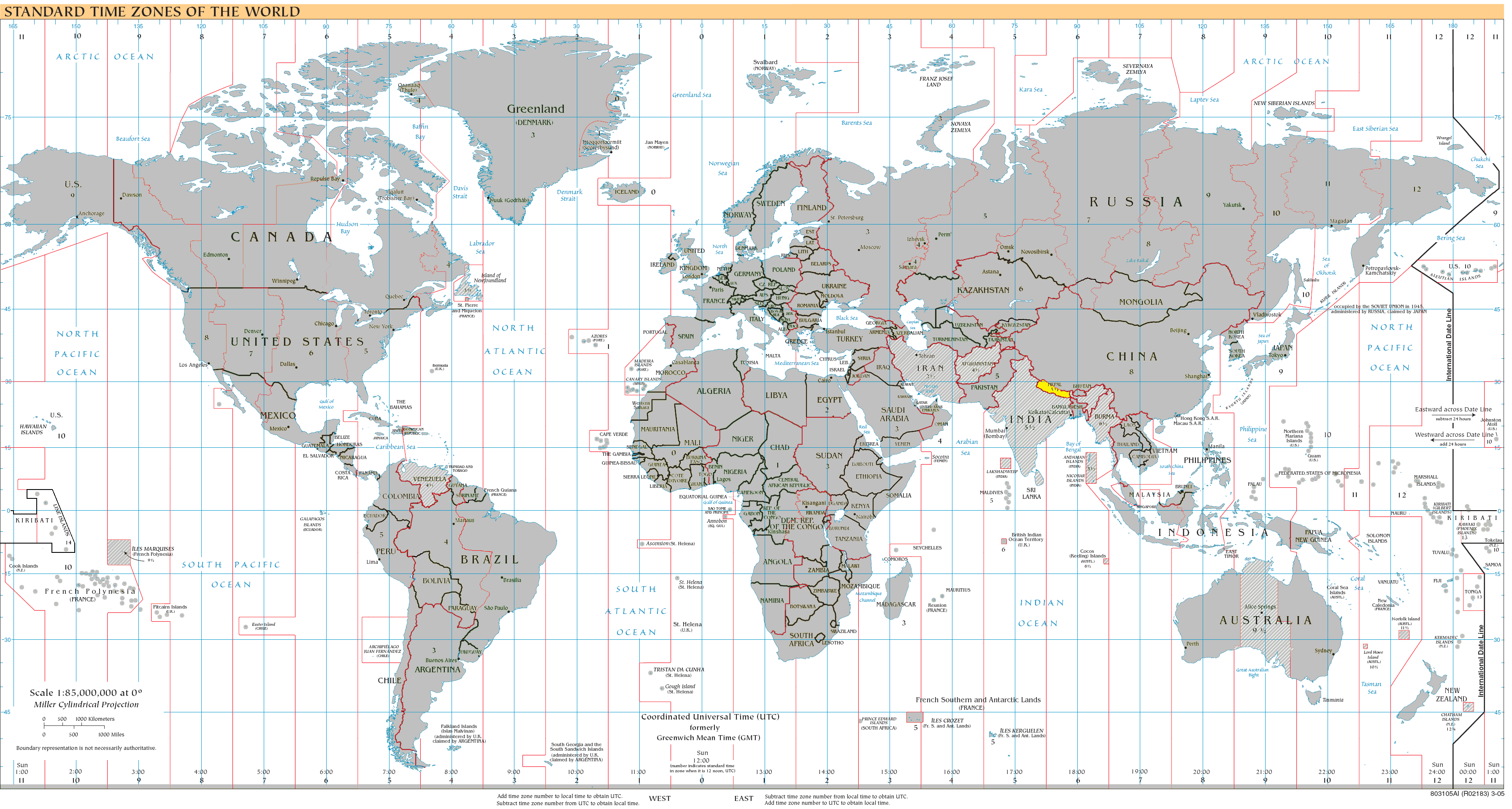
گرینویچ+۵:۴۵: آبی (دسامبر)، نارنجی (ژوئن)، زرد (در تمام طول سال)، آبی روشن - مناطق دریایی

هم‌اکنون زمان‌بندی گرینویچ به علاوه ۵:۴۵ (به انگلیسی: UTC+5:45).

## به عنوان زمان استاندارد (در تمام طول سال)
- نپال از ۱۹۸۶

این زمانی تقریبی متوسط محلی کاتماندو می‌باشد.